# Арустукская война
Арустукская война (англ. Aroostook War; фр. La guerre d'Aroostook) — бескровное противостояние в 1838—1839 гг. между Соединёнными Штатами и Британской империей, вызванное спорами вокруг границы между США и Канадой. Единственным погибшим в результате конфликта стал американский фермер, которого солдаты случайно застрелили в ходе празднования по поводу окончания противостояния.

## Ход событий
Одним из спорных участков американо-канадской границы, на который претендовали обе стороны, была граница штата Мэн и канадской провинции Нью-Брансуик. В 1831 году враждующие стороны обратились к королю Нидерландов за помощью в арбитраже конфликта. Однако его вариант раздела территории, который также не учитывал того, что по обоим берегам реки проживал франкоязычный народ, имевший единые язык и культуру, их не устроил.
29 декабря 1838 года в поместье американского офицера Уильяма Итона возле современного города Карибу, штат Мэн, произошла перестрелка между американскими и канадскими лесорубами из-за рубки последними деревьев на территории поместья. В результате перестрелки пострадавших не было, но грохот выстрелов и крики людей потревожили чёрного медведя, который напал на канадских лесорубов, ранив двоих из них.
В феврале 1839 года милиция штата Мэн арестовала нескольких канадских лесорубов, заявив, что они незаконно находились на территории США. Канадские власти ответили на это задержанием земельного агента из Мэна. После этого губернатор штата Мэн отправил ополчение штата на реку Арустук, в спешно построенные форты Фэрфилд и Кент.
Вооружённого конфликта между военными группировками обеих стран на границе удалось избежать благодаря своевременному вмешательству правительств США и Великобритании и дипломатических усилий третьих государств, в частности короля Нидерландов. По результатам договора Уэбстера — Ашбертона была делимитирована граница Канады и США. В жертву конфликта в первую очередь были принесены не планы США или Британской Канады, а насущные интересы франкоканадского (акадийского) населения, компактный ареал расселения которого новая американо-канадская граница рассекла на две части, превратив его в разделённый народ. В результате англизация франкоканадцев в США значительно ускорилась, в то время как на севере им удалось сохранить французский язык и культуру. При этом американская военная пропаганда активно агитировала франкоязычное население региона принять позицию США в отместку за то, что их предков из французской Акадии в 1755 году депортировали, грабили и убивали британские военные.